# Алоїзас Квейніс
Алоїзас Квейніс (лит. Aloyzas Kveinys; нар. 9 липня 1962, Вільнюс) — литовський шахіст, гросмейстер від 1992 року.

## Шахова кар'єра
Належав до чільної когорти литовських шахістів, неодноразово представляв Литву на командних змаганнях, зокрема: вісім разів на шахових олімпіадах (1992, 1994, 1996, 2000, 2002, 2004, 2006, 2008) і чотири рази на командних чемпіонатах Європи (1992, 2003, 2005, 2007).
Почанаючи з 2001 року досягнув багатьох міжнародних успіхів, переважно на турнірах за швейцарською системою, зокрема:
- 2001 — чемпіонат Литви (поділив 1-ше місце разом з Шарунасом Шулскісом), Глогув (клуюний чемпіонат Польщі – найкращий результат в особистому заліку на 1-й шахівниці)[4].
- 2002 — Каппель-ла-Гранд (поділив 1-ше місце), чемпіонат Естонії (поділив 1-ше місце).
- 2003 — Швебіш-Гмюнд (посів 1-ше місце), чемпіонат Литви (посів 2-ге місце), Бірштонас (посів 1-ше місце), Лозанна (поділив 1-ше місце), Шарлеруа (посів 1-ше місце).
- 2004 — Швебіш-Гмюнд (посів 1-ше місце), Бад-Верісгофен (поділив 1-ше місце), Боньї-сюр-Мез (поділив 1-ше місце).
- 2005 — Осло (поділив 1-ше місце), Геусдал (турнір B, поділив 1-ше місце).
- 2006 — Кошалін (посів 1-ше місце), Есб'єрг (Кубок Північного моря, поділив 1-ше місце), Плателяй (поділив 1-ше місце).
- 2007 — Паневежис (поділив 1-ше місце).
- 2008 — Геусдал (поділив 1-ше місце), Невшатель (поділив 1-ше місце), Каунас (чемпіонат Литви, посів 1-ше місце), Осло (посів 1-ше місце), Поляниця-Здруй (турнір за швейцарською системою в рамках меморіалу Акіби Рубінштейна, поділив 1-ше місце).
- 2009 — Осло (поділив 1-ше місце).
- 2013 — Ле-Туке-Парі-Плаж (поділив 1-ше місце разом з Сергієм Федорчуком)[5].
- 2014 — Вільнюс (чемпіонат Литви – посів 2-ге місце)[6].

Найвищий рейтинг Ело в кар'єрі мав станом на 1 липня 2004 року, досягнувши 2565 очок займав тоді друге місце (позаду Едуардаса Розенталіса) серед литовських шахістів.

## Зміни рейтингу
| На цьому місці має відображатися графік чи діаграма, однак з технічних причин його відображення наразі вимкнено. Будь ласка, не видаляйте код, який викликає це повідомлення. Розробники вже працюють для того, щоби відновити штатне функціонування цього графіка або діаграми. | |
| | На цьому місці має відображатися графік чи діаграма, однак з технічних причин його відображення наразі вимкнено. Будь ласка, не видаляйте код, який викликає це повідомлення. Розробники вже працюють для того, щоби відновити штатне функціонування цього графіка або діаграми. |